# Club Atlético All Boys
O Club Atlético All Boys, também conhecido simplesmente como All Boys, é um clube esportivo argentino localizado em Monte Castro, bairro da Cidade Autônoma de Buenos Aires. O clube foi fundado em 15 de março de 1913 e ostenta as cores preto e branco.
Sua principal atividade esportiva é o futebol. O clube disputa atualmente a Primera Nacional, segunda divisão do Campeonato Argentino de Futebol.
O clube manda seus jogos no Estádio Islas Malvinas, do qual é proprietário, e cuja inauguração ocorreu em 1963. A praça esportiva, também localizada em Monte Castro, conta com capacidade para 16 500 espectadores.

## Nome
O nome All Boys refletiu a juventude dos fundadores, e seguiu a tradição (à época) de nomear clubes de futebol argentinos com nomes ingleses, como, por exemplo, Newell's Old Boys, Racing e River Plate.
| 1913 – ???? | All Boys Athletic Club |
| ???? – ???? | All Boys Football Club |
| Desde ????  | Club Atlético All Boys |

## Fundação
Na casa da família Cincotta, que ficava na rua Bogotá 4158, Vélez Sarsfield, um grupo de jovens, entre os quais estavam os donos da casa, os irmãos Bonnani e Gerónimo Sifredi, decidiram fundar um clube de "Football". Daquela reunião não se sabe a data exata. O que se sabe é que ocorreu entre janeiro e fevereiro de 1913. Alguns dias depois, os jovens moradores de Vélez Sarsfield, em 15 de março de 1913, lavram a ata fundacional de constituição do All Boys Athletic Club.

## Rivalidades
Seus maiores rivais são o Nueva Chicago e o Argentinos Juniors, ambos os clubes de Buenos Aires.

## Estádios
| Nome oficial   | Islas Malvinas |
| Origem do nome | Ilhas Malvinas (em castelhano: Islas Malvinas), território britânico desde 1833, que foi palco da Guerra das Malvinas, entre Argentina e Reino Unido. |
| Nome fantasia  | El Cajón |
| Ruas           | Quarteirão pela Avenida Alvarez Jonte e as ruas Mercedes, Miranda e Chivilcoy.                                                                        |
| Bairro         | Monte Castro |
| Província      | Cidade Autônoma de Buenos Aires |
| Inauguração    | 28 de setembro de 1963 |
| Capacidade     | 16 500 |

| 1913–1921                     | 1913–1921                                                                                               |
| ----------------------------- | --- |
| Ruas                          | Quarteirão delimitado pelas Avenida Segurola, ruas Morón e Sanabria e a Avenida Gaona.                  |
| Bairro                        | Floresta                                                                                                |
| Província                     | Cidade Autônoma de Buenos Aires                                                                         |
| 1924–Início da década de 1940 | |
| Ruas                          | Terreno delimitado pela Avenida Segurola e as ruas Alejandro Magariños Cervantes, Sanabria e Camarones. |
| Bairro                        | Floresta                                                                                                |
| Província                     | Cidade Autônoma de Buenos Aires                                                                         |
| 1940–1961                     | |
| Ruas                          | Quarteirão pela Avenida Segurola e as ruas Miranda, Sanabria e Elpidio González.                        |
| Bairro                        | Monte Castro                                                                                            |
| Província                     | Cidade Autônoma de Buenos Aires                                                                         |

## Campeonato Argentino de Futebol
A melhor fase do All Boys foi na década de 1970, quando o clube chegou a disputar a primeira divisão do campeonato argentino de futebol, vencendo na temporada de 1973 os cinco grandes clubes do futebol argentino.
Em 2010, o clube conseguiu retornar a elite do Campeonato Argentino, depois de passar 30 anos na Primera B Nacional. O clube fez uma boa campanha na temporada e conseguiu disputar a promoção com o Rosário Central, tradicional equipe argentina. A primeira partida no Estádio Islas Malvinas ficou no placar de 1x1. No jogo da volta, no Estádio Gigante de Arroyito, o All Boys surpreendeu e derrotou a equipe canalla por 3 a 0, realizando o seu sonho de estar novamente entre as melhores equipes do futebol argentino na temporada seguinte.
Na temporada 2010-2011 do Campeonato Argentino, o clube realizou uma excelente campanha, tendo derrotado grandes equipes do futebol argentino, como o Boca Juniors, River Plate, Independiente, Estudiantes de La Plata, Vélez Sársfield. O All Boys também venceu o Newell's Old Boys, Banfield, Tigre Huracán, Arsenal de Sarandí, Quilmes e Gimnasia La Plata.  Com essas vitórias, o All Boys conseguiu ficar entre os 10 primeiros colocados na tabela do campeonato.
| Tipo de Afiliação  | Direta                                 |
| Ano                | 1974                                   |
| Categoria          | Tercera División – IV Nível            |
| Nome da Associação | Federación Argentina de Football (FAF) |

| Ano/Temporada           | Competência/Categoria                                                                  | Nível                                                                                  | Associação                                                                             |
| ----------------------- | -------------------------------------------------------------------------------------- | -------------------------------------------------------------------------------------- | -------------------------------------------------------------------------------------- |
| 1913                    | Tercera División                                                                       | IV                                                                                     | FAF                                                                                    |
| 1914                    | División Intermedia                                                                    | II                                                                                     | FAF                                                                                    |
| Dezembro de 1914        | Fusão: AAF + FAF = AAF (Asociación Argentina Football)                                 | Fusão: AAF + FAF = AAF (Asociación Argentina Football)                                 | Fusão: AAF + FAF = AAF (Asociación Argentina Football)                                 |
| 1915 — 1919             | División Intermedia                                                                    | II                                                                                     | AAF                                                                                    |
| Agosto de 1919          | Cisão: AAF (Asociación Argentina de Football) / AAmF (Asociación Amateurs de Football) | Cisão: AAF (Asociación Argentina de Football) / AAmF (Asociación Amateurs de Football) | Cisão: AAF (Asociación Argentina de Football) / AAmF (Asociación Amateurs de Football) |
| 1919 — 1922             | División Intermedia                                                                    | II                                                                                     | AAF                                                                                    |
| 1923 — Agosto de 1926   | Primera División                                                                       | I                                                                                      | AAF                                                                                    |
| Agosto/Dezembro de 1926 | Primera División                                                                       | I                                                                                      | AAmF                                                                                   |
| Dezembro de 1926        | Fusão: AAF + AAmF = AAAF (Asociación Amateurs Argentina de Football)                   | Fusão: AAF + AAmF = AAAF (Asociación Amateurs Argentina de Football)                   | Fusão: AAF + AAmF = AAAF (Asociación Amateurs Argentina de Football)                   |
| 1927 — 1930             | Primera División Sección B                                                             | II                                                                                     | AAAF                                                                                   |
| Maio de 1931            | Cisão: AAF (Amadorismo)/LAF–Liga Argentina de Football (Profissionalismo)              | Cisão: AAF (Amadorismo)/LAF–Liga Argentina de Football (Profissionalismo)              | Cisão: AAF (Amadorismo)/LAF–Liga Argentina de Football (Profissionalismo)              |
| 1931                    | Primera División Sección B                                                             | II                                                                                     | AAF                                                                                    |
| 1932 — Outubro de 1934  | Primera División                                                                       | I                                                                                      | AAF                                                                                    |
| Novembro de 1934        | Fusão: AAF + LAF = AFA (Asociación del Fútbol Argentino)                               | Fusão: AAF + LAF = AFA (Asociación del Fútbol Argentino)                               | Fusão: AAF + LAF = AFA (Asociación del Fútbol Argentino)                               |
| Novembro de 1934 - 1945 | Segunda División                                                                       | II                                                                                     | AFA                                                                                    |
| 1946                    | Tercera División                                                                       | III                                                                                    | AFA                                                                                    |
| 1947 — 1949             | Segunda División/Primera B                                                             | II                                                                                     | AFA                                                                                    |
| 1950                    | Segunda División de Ascenso                                                            | III                                                                                    | AFA                                                                                    |
| 1951 — 1962             | Primera B                                                                              | II                                                                                     | AFA                                                                                    |
| 1963                    | Primera C                                                                              | III                                                                                    | AFA                                                                                    |
| 1964 — 1972             | Primera B                                                                              | II                                                                                     | AFA                                                                                    |
| 1972 — 1980             | Primera División                                                                       | I                                                                                      | AFA                                                                                    |
| 1981 — Apertura de 1986 | Primera B                                                                              | II                                                                                     | AFA                                                                                    |
| 1986–87 — 1992–93       | Primera B (Metropolitana)                                                              | III                                                                                    | AFA                                                                                    |
| 1993–94 — 2000–01       | Primera Nacional B/Primera B Nacional                                                  | II                                                                                     | AFA                                                                                    |
| 2001–02 — 2007–08       | Primera B (Metropolitana)                                                              | III                                                                                    | AFA                                                                                    |
| 2008–09 — 2009–10       | Primera B Nacional                                                                     | II                                                                                     | AFA                                                                                    |
| 2010–11 — 2013–14       | Primera División                                                                       | I                                                                                      | AFA                                                                                    |
| 2014 — 2017–18          | Primera B Nacional                                                                     | II                                                                                     | AFA                                                                                    |
| 2018–19                 | Primera B (Metropolitana)                                                              | III                                                                                    | AFA                                                                                    |
| Desde 2019–20           | Primera Nacional                                                                       | II                                                                                     | AFA                                                                                    |

## Títulos
| NACIONAIS | NACIONAIS                   | NACIONAIS  | NACIONAIS | NACIONAIS        | NACIONAIS |
| Divisão   | Competição                  | Associação | Títulos   | Temporadas       |           |
| --------- | --------------------------- | ---------- | --------- | ---------------- | --------- |
| Segunda   | Primera B                   | AFA        | 1         | 1972             |           |
| Terceira  | Tercera División            | AFA        | 1         | 1946             |           |
| Terceira  | Segunda División de Ascenso | AFA        | 1         | 1950             |           |
| Terceira  | Primera B (Metropolitana)   | AFA        | 2         | 1992–93, 2007–08 |           |